# Pologne aux Jeux olympiques d'été de 1928
L'équipe de Pologne olympique a remporté 5 médailles (1 en or, 1 en argent, 3 en bronze) lors de ces Jeux olympiques d'été de 1928 à Amsterdam, se situant à la 21e place des nations au tableau des médailles.
L'athlète Marian Cieniewski est le porte-drapeau d'une délégation polonaise comptant 66 sportifs (61 hommes et 5 femmes).

## Liste des médaillés polonais

### Médailles d'or
| Sport             | Discipline | Sportifs         | Performance |
| Médaille d'or : 1 |            |                  |             |
| Athlétisme        | Disque (F) | Halina Konopacka | 39,62 m     |

### Médailles d'argent
| Sport                 | Discipline                  | Sportifs                                                | Performance |
| Médaille d'argent : 1 |                             |                                                         |             |
| Équitation            | Saut d'obstacles par équipe | Michał Antoniewicz Kazimierz Gzowski Kazimierz Szosland |             |

### Médailles de bronze
| Sport                   | Discipline                  | Sportifs | Performance |
| Médailles de bronze : 3 |                             | |             |
| Escrime                 | Sabre par équipe (H)        | Tadeusz Friedrich Kazimierz Laskowski Aleksander Małecki (Saryusz) Adam Papée Władysław Segda Jerzy Zabielski |             |
| Equitation              | Concours complet par équipe | Michał Antoniewicz Józef Trenkwald Karol von Rómmel                                                           |             |
| Aviron                  | Quatre barré                | Leon Birkholc Franciszek Bronikowski Bolesław Drewek Edmund Jankowski Bernard Ormanowski                      |             |

## Engagés polonais par sport

### Athlétisme
| Hommes | Femmes |
| --- | --- |
| 400 m - Feliks Żuber - Zygmunt Weiss - Stefan Kostrzewski - Klemens Biniakowski 800 m - Feliks Malanowski 1 500 m - Czesław Foryś - Józef Jaworski 110 m Haies - Wojciech Trojanowski 400 m Haies - Stefan Kostrzewski 4x400 m - Klemens Biniakowski, Stefan Kostrzewski, Feliks Malanowski et Zygmunt Weiss Disque - Józef Baran-Bilewski, 18e Saut en Longueur - Zdzisław Nowak, 33e Décathlon - Antoni Cejzik, 18e | 800 m - Gertruda Kilosówna, 8e - Otylia Tabacka Disque : - Halina Konopacka, médaille d’or - Genowefa Kobielska, 8e |

### Aviron
| Hommes |
| --- |
| Quatre barré - Leon Birkholc, Franciszek Bronikowski, Bolesław Drewek, Edmund Jankowski, Bernard Ormanowski, médaille de bronze Huit barré - Janusz Ślązak, Józef Łaszewski, Otto Gordziałkowski, Wacław Michalski, Henryk Niezabitowski, Jerzy Skolimowski(sportif), Andrzej Sołtan-Pereświat, Stanisław Urban, Marian Wodziański |

### Boxe
| Hommes |
| --- |
| Coqs - 53,5 kg - Stefan Glon, 17e Plumes - 57 kg - Jan Górny, 5e Légers - 61 kg - Witold Majchrzycki, 9e Mi-moyens - 66,5 kg Moyens - 72,5 kg - Jerzy Snoppek, 9e |

### Cyclisme
| Hommes |
| --- |
| Route Course en ligne hommes - Stanisław Kłosowicz, 57e - Eugeniusz Michalak, 49e - Józef Popowski, 61e - Józef Stefański, 54e Routes par équipes - Stanisław Kłosowicz, Eugeniusz Michalak, Józef Popowski et Józef Stefański, 13e Piste Vitesse individuelle hommes - Józef Lange, 6e Kilomètre hommes - Jerzy Koszutski, 5e Poursuite par équipe - Józef Lange, Józef Oksiutycz, Alfred Reul et Jan Zybert, 5e Tandem - Stanisław Podgórski et Ludwik Turowski, 5e |

### Équitation
| Hommes |
| --- |
| Saut d'obstacles Individuel - Michał Antoniewicz, 20e - Kazimierz Gzowski, 4e - Kazimierz Szosland, 13e Saut d'obstacles par équipe - Michał Antoniewicz, Kazimierz Gzowski et Kazimierz Szosland médaille d’argent Concours complet Individuel - Michał Antoniewicz, 19e - Józef Trenkwald, 25e - Karol von Rómmel, 26e Concours complet par équipe - Michał Antoniewicz, Józef Trenkwald et Karol von Rómmel médaille de bronze |

### Escrime
| Hommes |
| --- |
| Fleuret homme - Władysław Segda Sabre masculin par équipe - Tadeusz Friedrich, Kazimierz Laskowski, Aleksander Małecki (Saryusz), Adam Papée, Władysław Segda et Jerzy Zabielski, médaille de bronze |

### Lutte
| Hommes |
| --- |
| Lutte Gréco-Romaine Poids coq, -56 kg - Henryk Ganzera, 14e Lutte Gréco-Romaine Poids plume, 58 - 62 kg - Leon Mazurek, 14e Lutte Gréco-Romaine Poids légers, 62 - 67.5 kg - Ryszard Błażyca, 7e Lutte Gréco-Romaine Poids mi-lourds, 75 - 82.5 kg - Jan Gałuszka, 8e |

### Natation
| Hommes                                             | Femmes                             |
| -------------------------------------------------- | ---------------------------------- |
| 100 mètres nage libre hommes - Władysław Kuncewicz | 200 mètres dos dames - Róża Kajzer |

### Pentathlon moderne
| Hommes                                                                       |
| ---------------------------------------------------------------------------- |
| - Franciszek Koprowski, 34e - Zenon Małłysko, 12e - Stefan Szelestowski, 26e |

### Voile
| Hommes                                                        |
| ------------------------------------------------------------- |
| Dériveur 12 pieds - Władysław Krzyżanowski et Adam Wolff, 18e |